# Comuna Seimeni, Cetatea Albă
Seimeni (în ucraineană Семенівка, transliterat: Semenivka) este o comună în raionul Cetatea Albă, regiunea Odesa, Ucraina, formată din satele Celmeccia, Saria, Seimeni (reședința) și Toropcani.

## Demografie
Componența lingvistică a comunei Seimeni
     Ucraineană (78,35%)
     Română (10,86%)
     Rusă (9,38%)
     Alte limbi (1,04%)
Conform recensământului din 2001, majoritatea populației comunei Seimeni era vorbitoare de ucraineană (78,35%), existând în minoritate și vorbitori de română (10,86%) și rusă (9,38%).